# Parkhotel Laurin

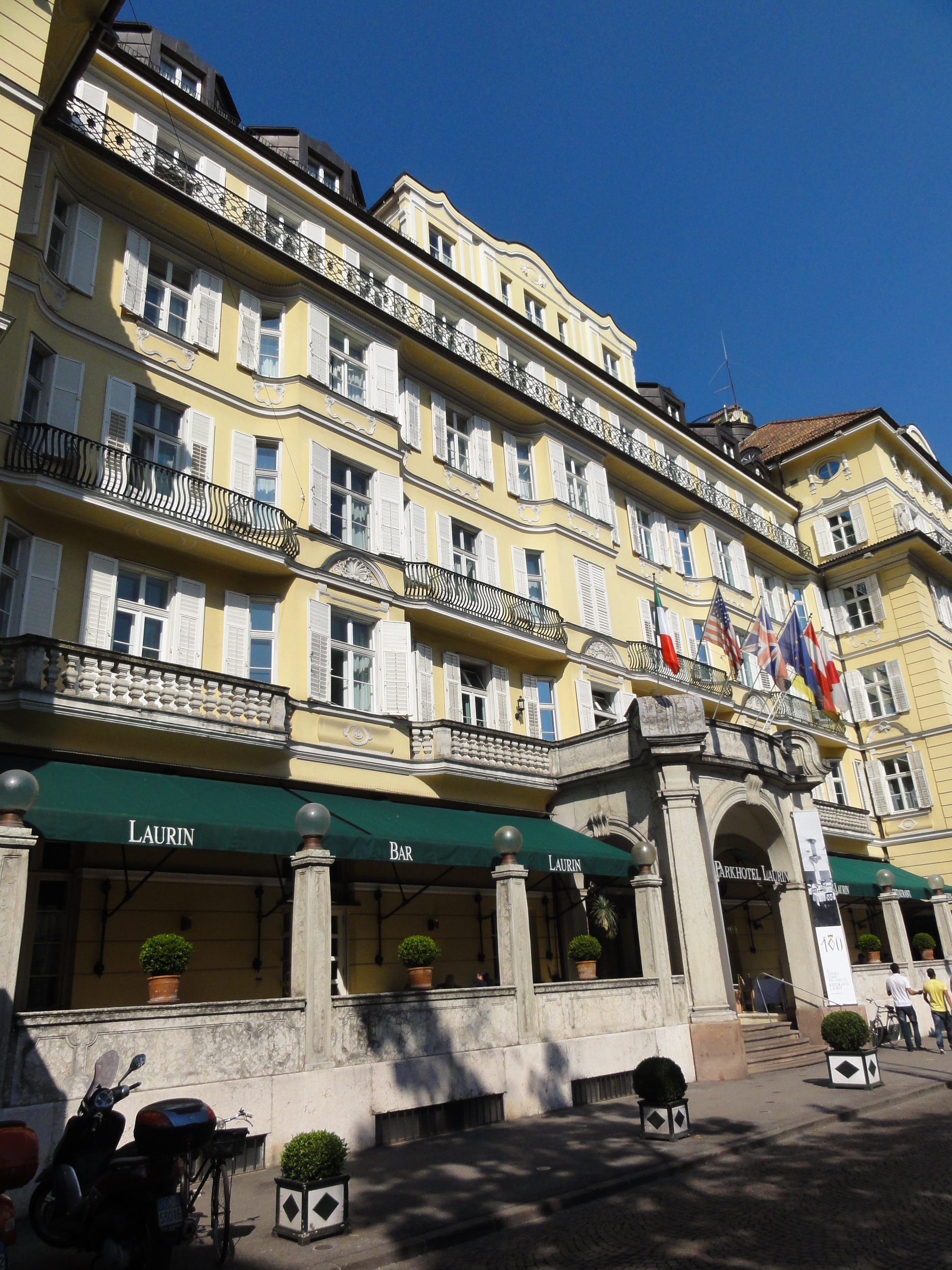
Parkhotel Laurin

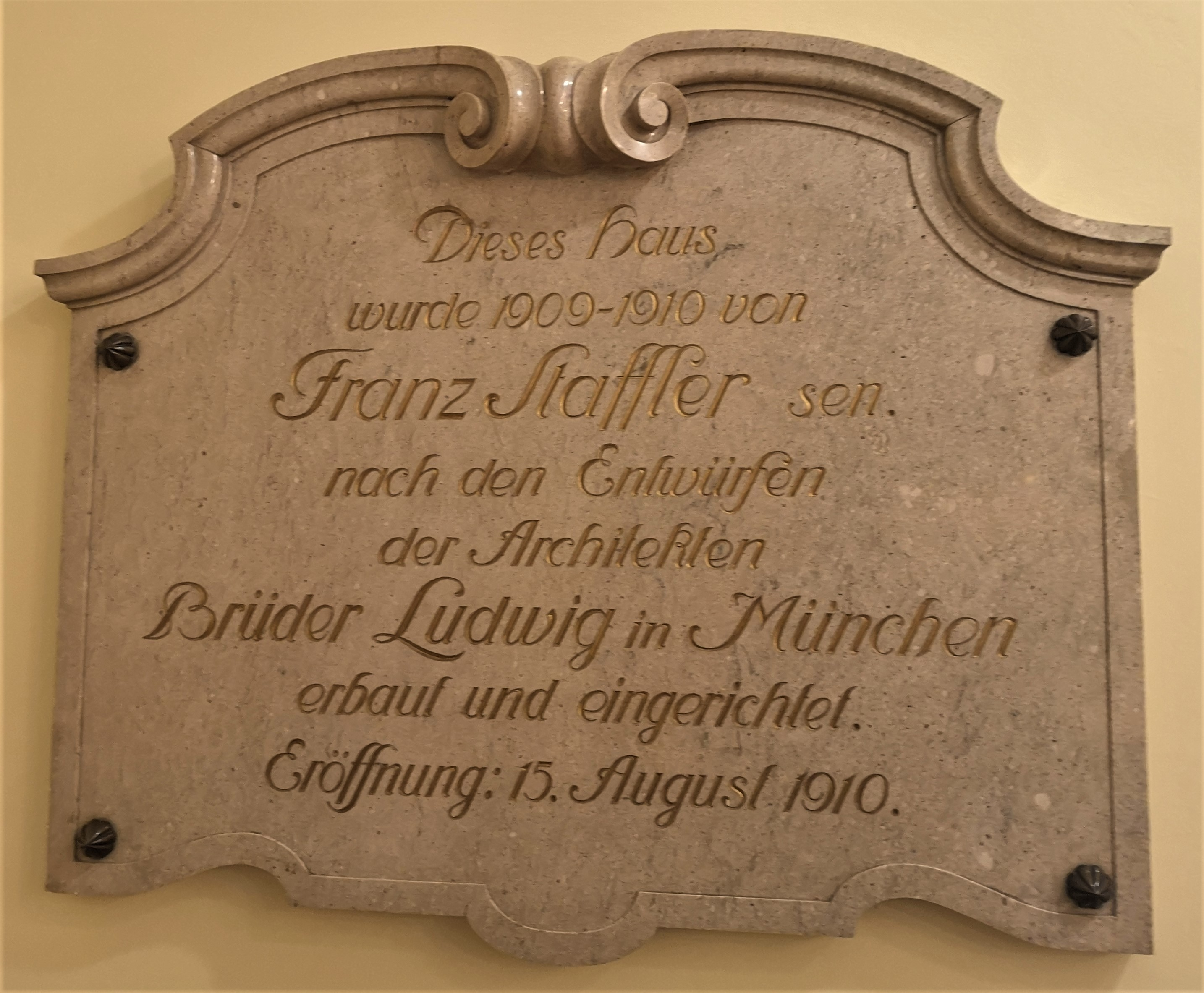
Bauinschrift im Eingangsbereich, 1910

Das Parkhotel Laurin ist ein unter Denkmalschutz stehendes Hotel im Stadtzentrum von Bozen in Südtirol. Es wurde 1910 nach Entwürfen der Münchner Architekten Alois und Gustav Ludwig errichtet. Der Baustil verbindet historistische mit Jugendstil-Elementen. Bei seiner Eröffnung im Jahre 1910 war das Laurin eines der modernsten Hotels Europas. Angehörige des österreichischen Kaiserhauses und deutscher Fürstenfamilien genossen das luxuriöse Ambiente des Hauses.
Das Parkhotel Laurin ist nach König Laurin aus der Tiroler Sage König Laurin und sein Rosengarten benannt. Für den Lese- bzw. Konversationssaal – die heutige Hotelbar – schuf der Münchner Maler Bruno Goldschmitt 1911 einen Wandfries mit der Laurinsage „in monumental-grotesker Auffassung“.
Das Hotel gehört seit seiner Entstehung der Bozner Familie Staffler.

## Geschichte

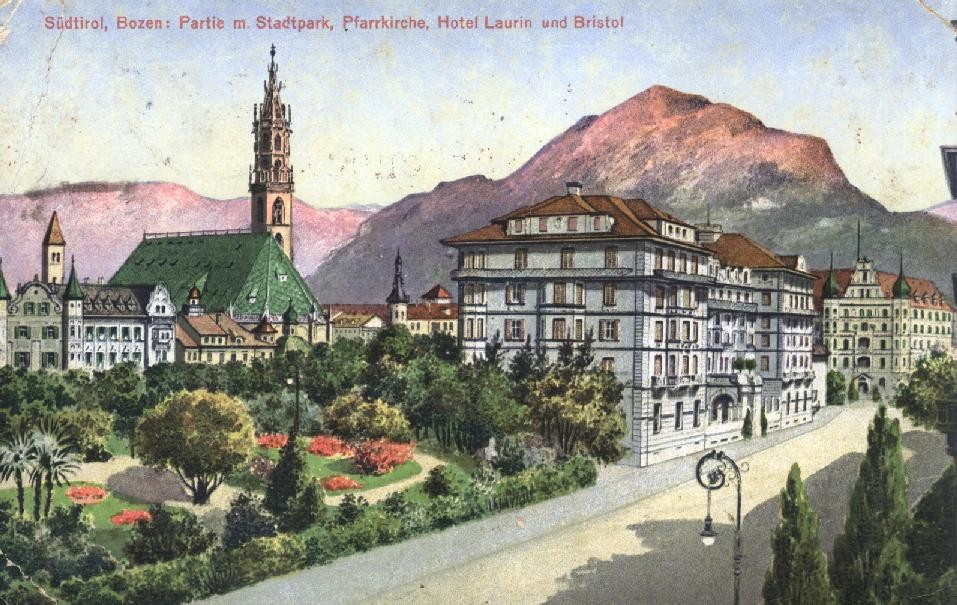
Das Hotel Laurin auf einer Ansichtskarte von 1917

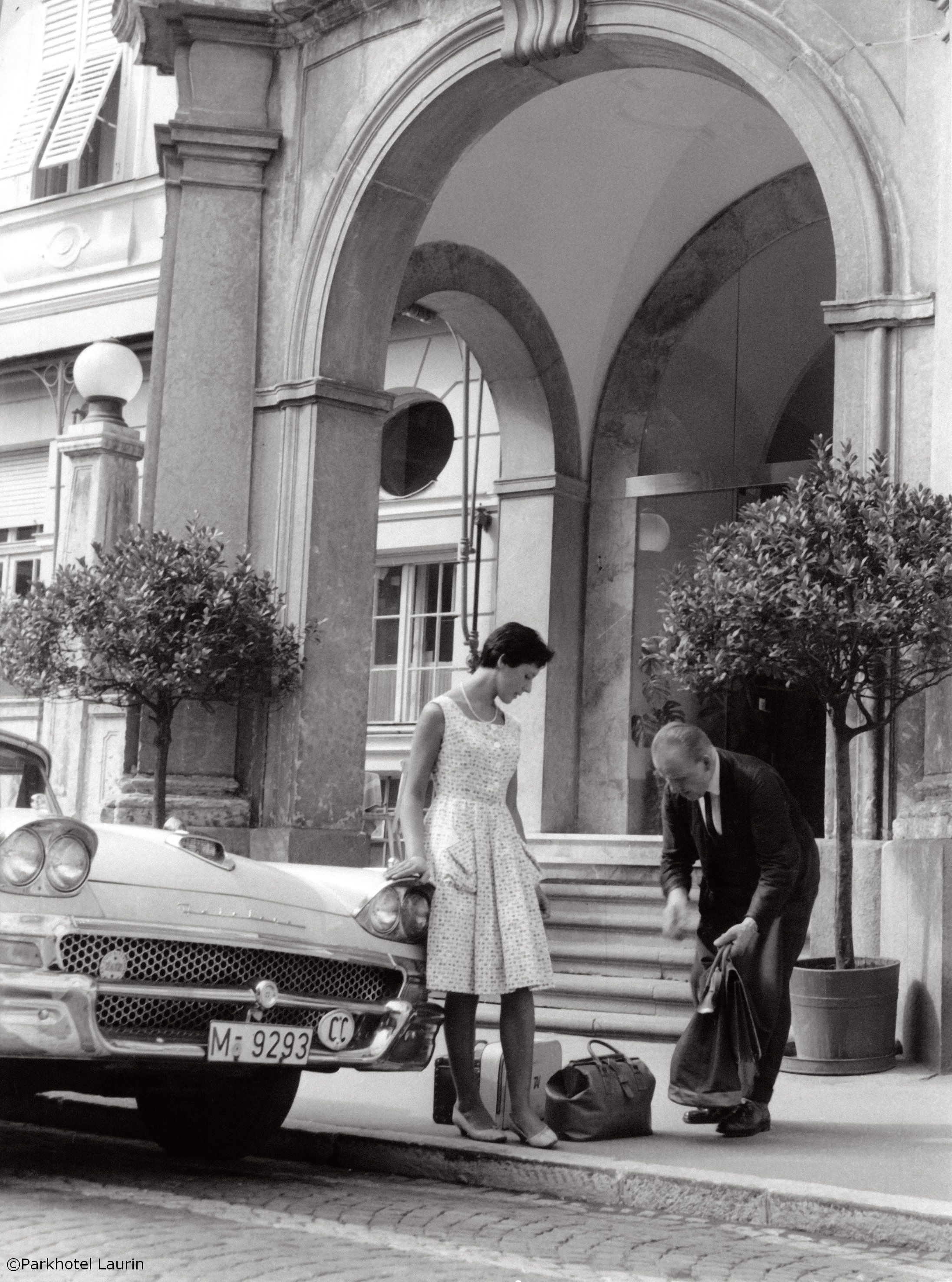
Parkhotel Laurin – Dame und Concierge

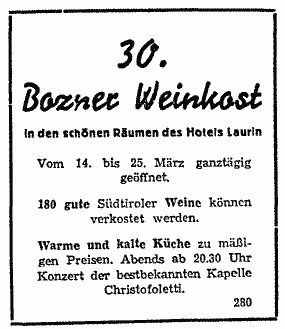
Werbeschaltung für die 30. Bozner Weinkost

Das Parkhotel Laurin wurde im Auftrag der Bozner Familie Staffler 1909 erbaut und ist heute noch im Besitz der Familie. Die feierliche Eröffnung eines der modernsten Hotelhäuser Europas – mit Kompressoranlagen, Personenaufzügen, Lichtanlagen in jedem Zimmer und umfangreichem Feuerschutz – fand nach nur eineinhalbjähriger Bauzeit am 15. August 1910 statt.
Im Jahre 2010 wurde das 100-jährige Jubiläum des Hauses gefeiert. Im Mittelpunkt standen Musik und Kunst, welche auch bis dahin das Leben im Laurin maßgeblich mitgestaltet haben.
Schon in den ersten Jahren des Bestehens waren Gäste der österreichischen Kaiserfamilie und eine Anzahl deutscher Fürsten regelmäßige Besucher. Im Ersten Weltkrieg diente das Haus dem österreich-ungarischen Oberkommando als Stützpunkt. 1915 bezog hier der österreichische Generaloberst Viktor Dankl – im Zuge der Stabilisierung der Südfront gegen Italien – sein militärisches Hauptquartier. In der Zwischenkriegszeit war das Hotel Aufenthaltsort prominenter Gäste, unter ihnen etwa im Jahr 1927 der Schriftsteller Arthur Schnitzler.
Während des Zweiten Weltkriegs wurde Bozen von zahlreichen Bomben getroffen und das Hotel stark beschädigt, jedoch begann man schon bald nach dem Ende des Krieges mit dem Wiederaufbau und konnte so das Haus 1948 wieder eröffnen. Als sich Bozen zunehmend zu einer Industrie- und Handelsstadt entwickelte, wurde das Parkhotel schon bald zum Aufenthaltsort und Treffpunkt nationaler und internationaler Geschäftsleute. Im Laufe des 20. Jahrhunderts beherbergte das Hotel Laurin die traditionsreiche Bozner Weinkost, die jährlich im Frühjahr abgehalten wurde. In den 1960er und 1970er Jahren entdeckten die deutschen Gäste Südtirol, wovon das Hotel profitierte.
Anfang der 1990er Jahre wurde das Hotel von Grund auf renoviert, der Wiener Architekt Bruno Podrecca erstellte die Pläne. Neben der Erneuerung der Zimmer wurde ein moderner Konferenzbereich eingerichtet, die Bar mit ihren ursprünglichen Fresken restauriert und das Restaurant neu gestaltet. 2009 wurde im Hotelpark die Lounge mit einer Bar und Lounge-Möbeln errichtet.

## Kunstwerke im Hotel
Im Hotel und in den Zimmern werden etwa 200 Originalwerke des 20. Jahrhunderts vom Holzschnitt bis zur Leinwand, von Impressionismus bis zur neuen Sachlichkeit gezeigt. Die Inneneinrichtung des heutigen Laurins, insbesondere die Möblierung, ist vom Stil des Architekten Boris Podrecca geprägt. Im Foyer hängt ein Gemälde des Bozener Malers Gotthard Bonell, vor dem Hotel ist eine Installation am Gehsteig zum Thema Reisegefühle – Gefühlsreise zu sehen, die mit dem Fachbereich Design und Künste der Freien Universität Bozen entwickelt wurde. Marilù Eustaccio gestaltete mit der Arbeit Alberi in sequenza die Wände des Restaurants.

## Die Laurin Bar

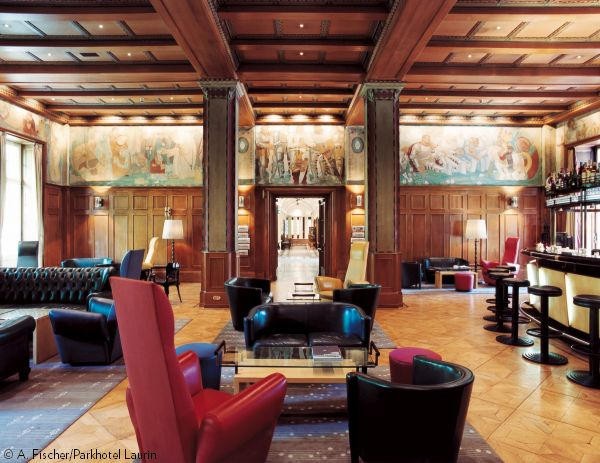
Laurin Bar

Die Fresken in der Bar erzählen die Geschichte von König Laurin; sie wurden 1911 von Bruno Goldschmitt gemalt und Anfang der 1990er Jahre restauriert. Die Bar diente früher als Eingangshalle.

## Auszeichnungen
Der Küche wurde im Gault Millau die Auszeichnung Service Award 2014 verliehen.